# اشترة (حجة)

تعديل مصدري - تعديل

اشترة هي إحدى قرى عزلة بني علي بمديرية حجة التابعة لمحافظة حجة، بلغ تعداد سكانها 115 نسمة حسب تعداد اليمن لعام 2004.